# Cantón Antonio Ante

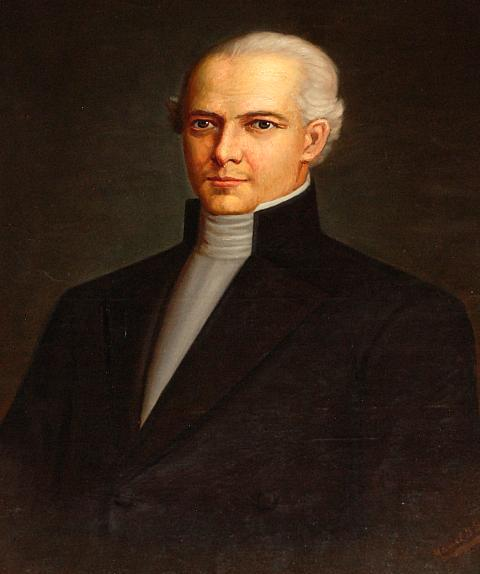
El Dr. Antonio Ante, por quien el cantón fue nombrado.

Antonio Ante es un cantón de Ecuador, localizado en la provincia de Imbabura. Su cabecera cantonal es la ciudad de Atuntaqui.  Su población en el censo de 2010 es de 45.184 habitantes. Tiene una superficie de 79 kilómetros cuadrados. Con una densidad de 456,36 habitantes por km².

## Historia
Al finalizar el siglo XV el cruzamiento de las razas se dejó sentir, aumentaban los mestizos, la cifra de criollos era superior a los dos grupos humanos que se distinguían por el idioma de Castilla y su fervoroso espíritu religioso. En aquella época Atuntaqui pertenecía al corregimiento de Otavalo con el nombre de "Tontaqui".
Quito, entonces Capital de la Real Audiencia lanzó su primer grito libertario el 10 de agosto de 1809. Terminada la revolución en la cima del Pichincha, Atuntaqui libre e independiente, renace con el espíritu del anhelo de cantonización.
Como parte del corregimiento de Otavalo, Atuntaqui aportó con obrajes ubicados especialmente en San Roque y por su puesto con su diversificada producción agrícola a la especialización que se dio al norte del país como proveedor de textiles y alimentos para Quito; la hacienda también tuvo presencia en el cantón como unidad de producción.
Para 1830 Atuntaqui contaba con 2 mil 274 habitantes y en 1860, la principal actividad de los habitantes fue la arriería. Los hombres de estatus socioeconómico medio alto del pueblo transportaban todo tipo de productos y mercancías en caballos y mulas a todo el país y a Colombia.
Fuerza, voluntad, lucha y tenacidad son algunas de las palabras que podrían describir a estos hombres que por caminos inhóspitos y largos periodos de tiempo trasportaban los productos que beneficiarían a los habitantes de varias regiones. Esta actividad tuvo su apogeo hasta 1924 cuando se instala la Fábrica Textil Imbabura y con ello la historia de Atuntaqui da un giro de progreso y desarrollo. Es importante mencionar que existían otras actividades como la agricultura, la fabricación de sombreros de paja y costales de fibra de cabuya.

## Cantonización
Con el esfuerzo de todos los moradores, al mando de don Julio Miguel Aguinaga, se inicia una titánica labor y este pueblo agrícola por excelencia se convierte en el centro industrial más grande de la provincia, gracias a “La Industria Algodonera” que contribuyó en forma decisiva al desarrollo socioeconómico de este pueblo. Dos hechos grandiosos son los que contribuyeron para el éxito de la cantonización: la instalación de la Fábrica Textil Imbabura y la llegada del Ferrocarril, lo que dio una verdadera transformación a la población del Caserío Lourdes que de pronto se convirtió en parroquia rural (Andrade Marín) del cantón Ibarra; y después, transformando también a la futura ciudad (Atuntaqui) mediante mingas que competían entre todos los barrios; así, el 12 de febrero de 1938 el General Alberto Enríquez Gallo, haciendo justicia a este pueblo, rubricó el decreto de cantonización, en su calidad de Jefe Supremo de la República.

### Decreto de Cantonización
El 12 de febrero de 1938, el General Alberto Enríquez Gallo, como Jefe Supremo de Ecuador, conformaba a la parroquia Atuntaqui como cantón, definiendo en 5 artículos su conformación y su límites geográficos dentro de la provincia de Imbabura, así como también sus respectivas parroquias y creación del gobierno municipal mediante el decreto Nro. 43.
Así pues, se empieza con los comisionados designados para verificar la confirmación para la creación cantonal:

Que es favorable el informe emitido por los señores doctores Pablo Arturo Suárez y Gregorio Ormaza, Comisionados por el Instituto Nacional de Prevención  para visitar y estudiar la parroquia Atuntaqui (Imbabura) cuyos han solicitado su cantonización.

De esta manera se acepta la solicitud de formar el nuevo territorio cuyo nombre será en honor al prócer libertario Antonio Ante:

Que se ha comprobado que dicha parroquia reúne los requisitos los requisitos legales para adquirir vida autónoma.con el objeto de perpetuar la memoria del Prócer de la Independencia, señor doctor don Antonio Ante, quien nació en una de las haciendas de la jurisdicción de la parroquia Atuntaqui; y,

El primer artículo del decreto define desde el 1 de marzo a las dos parroquias urbanas, entre ellas a Atuntaqui como cabecera y la otra Andrade Marín; mientras que las demás parroquias serán rurales.:

         Art. 1.- Créase en homenaje, a tan meritísimo ciudadano, a partir del primero de marzo próximo, el cantón Antonio Ante en la provincia de Imbabura, el cual se compondrá de las siguientes parroquias: urbanas Atuntaqui, que será cabecera, y Andrade Marín, y Rurales San Roque, San Francisco de Natabuela, y San José de Chaltura.

El siguiente artículo consiste en la limitación geográfica territorial siendo Ibarra, Otavalo y Cotacachi los 3 cantones adyacentes, además de que diferentes quebradas, el cerro Imbabura y el río Ambi serán los límites naturales del mismo.:

         Art. 2.- Los límites del cantón Antonio Ante, son éstos: por el Norte, la quebrada de San Antonio que tiene su origen en la cúspide del cerro Imbabura y desciende en dirección noroeste hasta la confluencia con la quebrada de Chorlaví, siguiendo ésta en la misma dirección noroeste hasta morir en el río Ambi, en el punto denominado Cabuyal. Al otro lado de esta quebrada se hallan las parroquias de San Antonio y Sagrario, pertenecientes al cantón Ibarra; por el Sur, la quebrada Obscura, que tiene su origen también en la cúspide del cerro Imbabura y baja en la dirección de Oriente a Occidente hasta perderse en el río Ambi. Al otro lado de dicha quebrada queda la parroquia de Ilumán, perteneciente al Cantón Otavalo; por el Oriente, la cúspide del cerro Imbabura, en una pequeña longitud que une los orígenes de las quebradas de San Antonio y la Obscura; por el Occidente, el río Ambi, en la longitud que une las dos quebradas de San Antonio, Chorlaví y la Obscura. Al otro lado del río Ambi se hallan las parroquias de Urcuquí, pertenecientes al cantón Ibarra, y la de Imantag, que corresponde al de Cotacachi.

El artículo tercero reforma el presupuesto estatal con el propósito de la creación del gobierno municipal y de sus diferentes cargos:

         Art. 3.- Refórmese el presupuesto del Estado para 1.938, en la parte correspondiente, determinando las asignaciones para sueldos del Jefe Político y mas empleados públicos del nuevo cantón, y las partidas correspondientes a gastos de escritorio, etc., de las respectivas oficinas.

En el cuarto artículo se decreta que se organice el nuevo consejo municipal del cantón naciente:

         Art. 4.- Por Decreto posterior se procederá a la organización del Consejo Municipal en el nuevo cantón.

Por último, el presidente Alberto Enríquez Reforma la Ley de División Territorial del Ecuador con fin de que Antonio Ante sea parte del territorio nacional ahora como entidad cantonal y delega a los ministros de Gobierno y Hacienda para la ejecución del Decreto establecido:

        Art. 5.- Queda en este sentido, reformada la Ley de División Territorial de la República; y encárgase a los señores Ministro de Gobierno y de Hacienda la ejecución del presente Decreto.

La nueva reformatoria queda registrada por el Gobierno por lo que la fecha de fundación de Antonio Ante será la del 12 de febrero de 1938:

Dado en el Palacio Nacional, en Quito, a 12 de Febrero de 1.938

De esta manera, Antonio Ante se funda en la fecha previamente dicha, y posicionándose el primer Concejo Cantonal el 2 de marzo del mismo año.

## Nombre
El cantón recibe su nombre en honor al prócer independentista Dr. Antonio Ante López De la Flor ya que fue quién entregó personalmente en Carondelet, al propio Conde Ruiz de Castilla, la madrugada del 10 de agosto de 1809, el oficio por el que se comunicaba que ha cesado en sus funciones y que en adelante se hace cargo del Gobierno de la Audiencia la Junta Soberana, previamente nombrada; además, participó del Gobierno conformado en el Estado de Quito, la primera nación independiente nacida en el actual Ecuador. Ante fue diputado por la ciudad de Guaranda en el Congreso Constituyente instalado el 11 de octubre de 1811, además fue emisario del Presidente para las provincias del sur del país.

## Componentes Biofísicos

### Agua
Antonio Ante se encuentra en la microcuenca del río Chorlaví y del río Ambi y con la presencia de drenajes menores; poseen un caudal permanente durante todo el año, tienen sus orígenes en el cerro Imbabura y el Lago San Pablo respectivamente. El río Ambi atraviesa el cantón Cotacachi y se constituye en el límite del cantón Antonio Ante por su extremo noroccidental, se ha convertido en el cuerpo receptor de las descargas de agua residual que se generan en los centros poblados.

### Geología
En el cantón se identifican varios lineamientos y estructuras asociadas a los sistemas mayores Cauca Patía-San Isidro. Se evidencia el lineamiento del río Tahuando, que inicia en las estribaciones orientales del Volcán Cusín y se extiende a lo largo del río Tahuando hasta el sector Las Tolas al norte de Ibarra. Los lineamientos del río Ambi cortan al lineamiento del Tahuando, este se interpreta como un contacto litológico posiblemente fallado que separa los materiales volcánicos Angochahua de los productos volcánicos del Culbiche e Imbabura. Las avalanchas de escombros del Volcán Culbiche involucraron a material del Imbabura que se depositan en el valle de río Tahuando hasta el río Ambi.

### Suelos
Los suelos característicos corresponde a los Inceptisoles que es el orden más importante con mayor grado de desarrollo que los Entisoles, ya que presentan un horizonte bien definido; incluso pueden tener un horizonte superficial negro con alto contenido de materia orgánica.

## División política
El cantón Antonio Ante tiene 2 parroquias urbanas: 
- Atuntaqui

- Andrade Marín

Y 4 parroquias rurales:
- Imbaya
- Natabuela
- Chaltura
- San Roque

## Educación
El cantón Antonio Ante pertenece a la Dirección Distrital de Educación 10D02, cuya sede administrativa se encuentra ubicada en la ciudad de Otavalo, está integrada por los cantones de Antonio Ante y Otavalo, conformada por 10 Circuitos educativos y 85 Instituciones Educativas, 13 parroquias rurales y 4 parroquias urbanas, distribuidas en un área de 586,47 km².
Entre las principales características de la región, es la mayor diversidad de pueblos y nacionalidades indígenas, entre los cuales destacan: Otavalo, Natabuela y Kayambi.
Antonio Ante cuenta con 12 Instituciones Educativas fiscales, 2 fiscomicionales y 3 particulares siendo un total de 17 Instituciones Educativas.
Algunas Instituciones Educativas del cantón son:
- Unidad Educativa "Alberto Enriquez"
- Unidad Educativa Fiscomisional "Santa Luisa de Marillac"
- Unidad Educativa "Antonio Ante"
- Unidad Educativa Internacional "Abelardo Moncayo"
- Unidad Educativa "Mundo Integral Atuntaqui"
- Unidad Educativa "Hermano Miguel" La Salle - Atuntaqui
- Unidad Educativa "Chaltura"
- Colegio Nacional Nocturno - Atuntaqui
- Unidad Educativa "2 de Marzo"
- Unidad Educativa "San Roque"
- Unidad Educativa "Daniel Pasquel"
- Unidad Educativa "Imbaya"

## Parroquias

### Atuntaqui
Santa Marta de Atuntaqui es la cabecera cantonal, caracterizada por el gran progreso económico, topográfico y turístico; debido principalmente a la textilería desarrollada en su territorio. 
En sus calles se realizan varios eventos que atraen a turistas nacionales y extranjeros como la Expoferia de carnaval y la Expoferia de verano, en donde muchos vendedores exponen sus productos textiles tales como: camisetas, blusas, chaquetas, suéteres, calzados, pantalones, pijamas, entre otros. Convirtiéndose así, en un gran centro comercial que recibe a cientos de personas.
Por otro lado, se realizan actividades en las festividades de Fin de año, atrayendo a cientos de personas. empezando desde el día 28 de diciembre con la exclamación del Bando Bando por los alrededores del centro de la ciudad, en donde muchos de los participantes se disfrazan de la principal temática del año, haciendo burla y sátira a modo de rima de acuerdo a los sucesos más relevantes de la localidad y del país. Y por último, se culmina el año con las comparsas de Fin de Año, caracterizada principalmente por la participación de muchas personas, ya sean habitantes del cantón o invitados, dando como resultado llamativos carros alegóricos que llaman la atención a propios y extraños. Los espectadores se dan cita en el centro de la ciudad para visualizar el recorrido y al final reunirse en la Plaza Libertad, para la quema del año viejo y esperar las últimas horas del Año Viejo y las nuevas horas del Año Nuevo.
En cuanto a gastronomía, esta ciudad se caracteriza por las Fritadas de cerdo, que se encuentran comercializadas por varios lugares, siendo las mujeres indígenas las principales encargadas de su preparación; consiste en carne de cerdo sancochada y posteriormente frita, de ahí su nombre; el plato suele estar conformado por choclo, papas, maíz tostado, queso, habas, plátano maduro frito, mote, tortillas de papa.

### Andrade Marín

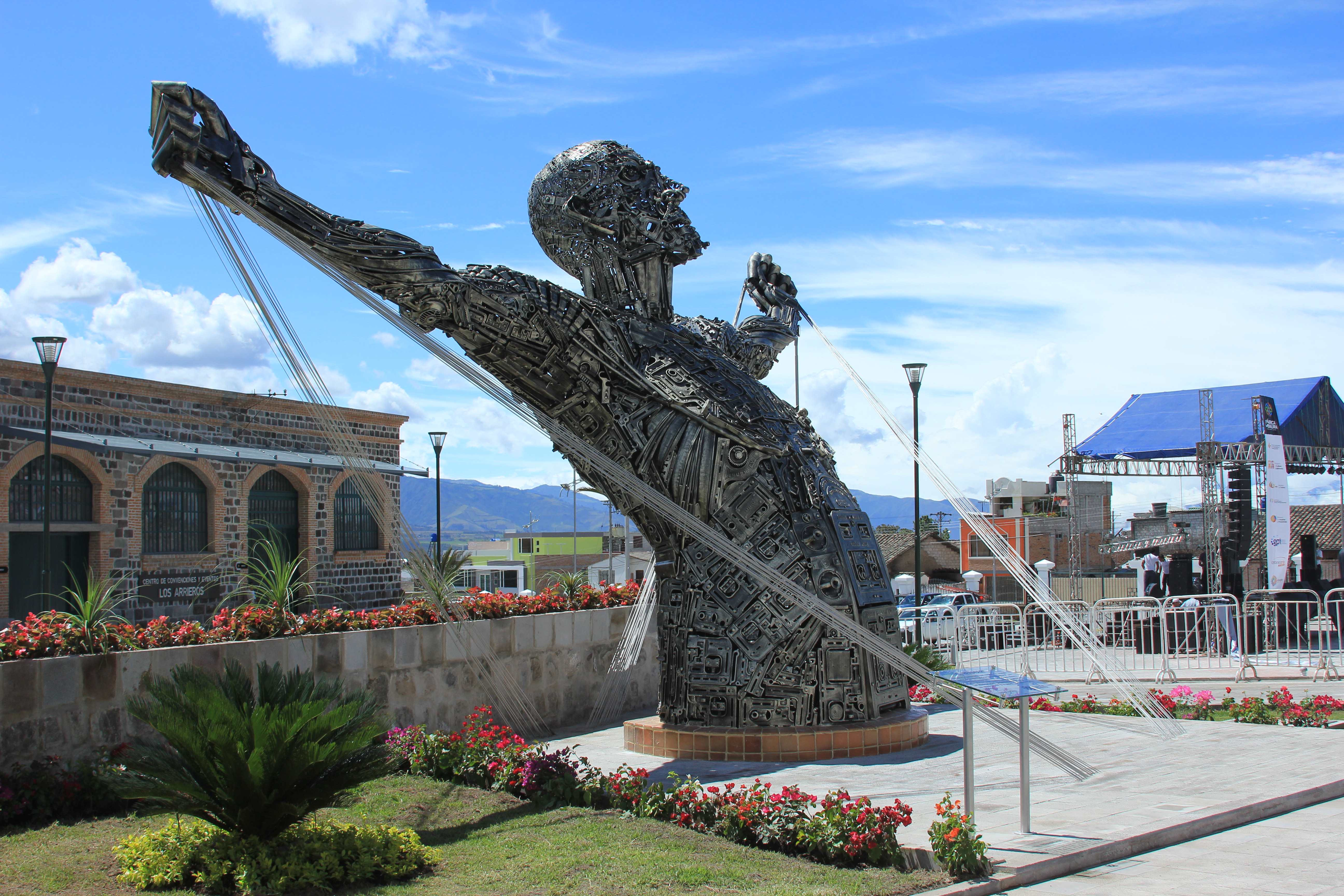
"El Renacer" en el Complejo Cultural Fábrica Imbabura

Una de las 2 parroquias urbanas del cantón; se caracteriza por albergar en su territorio a la Exfábrica Imbabura, actualmente Complejo Cultural Fábrica Imbabura. Por su ubicación cercana al cerro Imbabura, existe una gran variedad de productos agrícolas y medicinales los cuales, sus habitantes los aprovechan. Entre algunos productos, se cosechan: maíz, papas, habas, tomate de árbol, arveja, mortiño, mora silvestre, col, acelga, berro; por otra parte, en productos medicinales se tiene a: manzanilla, eucalipto, entre otros.
Entre sus atractivos turísticos están: el Complejo Cultural Fábrica Imbabura, el cual consiste en una visita a este museo a conocer de cerca la historia de sus trabajadores, y de su época de funcionamiento como uno de los más grandes centros textiles del país en su tiempo; los visitantes pueden observar de cerca las maquinarias y los procesos textileros, así como también ser guiados por rutas que les permiten conocer desde su nacimiento hasta su extinción como fábrica textil.
Y otro atractivo que atrae a los turistas, es la expedición hacia el cerro Imbabura, consiste en el ascenso por senderos lo que permite al visitante visualizar increíbles y bellos paisajes que la provincia de Imbabura ofrece.

### Imbaya

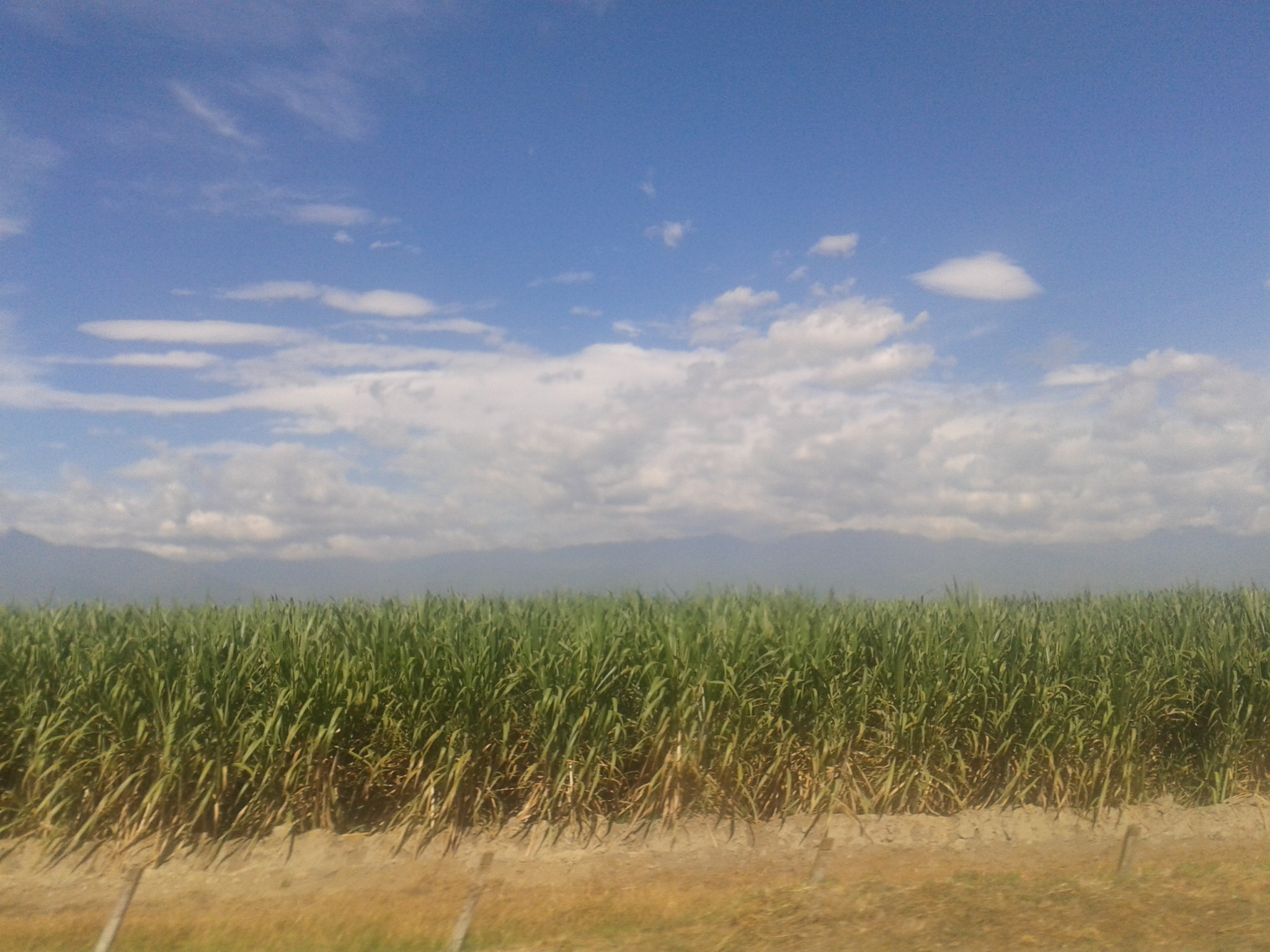
cañaverales

Territorio caracterizado por su ubicación cálida, cuyo clima y tierras son óptimas para la siembra y cosecha de caña de azúcar, lo que permite el asentamiento de moliendas de este producto.  
La parroquia de Imbaya hasta 1945 se le conoció con el nombre de San Luis de Cobuendo. Antes de la cantonización era un caserío perteneciente a la jurisdicción de la parroquia de San Antonio. En 1938 con el decreto de cantonización, Cobuendo quedó incluido en el territorio del nuevo cantón Antonio Ante en calidad de anexo perteneciente a la parroquia de San José de Chaltura. Pero en enero de 1945, el Caserío San Luis de Cobuendo fue elevado al rango de parroquia civil con el nombre de Imbaya, mediante ordenanza municipal dictada el 23 de enero y aprobado por el ministerio de Gobierno el 21 de febrero del mismo año. Es la más joven de las parroquias del cantón con una población aproximada de 1020 habitantes, que se dedican a la actividad agrícola y ganadera.

#### Moliendas de caña de azúcar
Consiste en un refugio en donde los peones o trabajadores cosechan la caña de azúcar ya madura, y la acarrean con ayuda de asnos y caballos hacia el molino impulsado por un motor de gasolina, el cual extrae el zumo que posteriormente será almacenado en una gran caldera. Este jugo es cocinado en distintas calderas a diferentes temperaturas; el "melero" es el encargado de cocinar el jugo resultante, mientras que el "hornero" se ocupa de mantener las temperaturas de las calderas en buen estado.
Como resultado se obtiene una miel espesa que es depositada en moldes de madera para que, una vez ya enfriados, se almacenan los "bancos" o bloques de dulce para su posterior comercialización, lo cual puede ser molido y convertido en panela, es utilizado comúnmente como endulzante natural en reemplazo del azúcar.

### Natabuela
San Francisco de Natabuela, es otra de las parroquias rurales del cantón; está compuesta por mestizos e indígenas, la población mestiza comúnmente está ubicada en el centro de la parroquia, en el sector de la Flores Vásquez, la comunidad de los Óvalos y en la Tola; la población indígena, que es la de mayor número, está concentrada en los sectores periféricos y por consiguiente, la de mayor fuerza de trabajo, se dedican a la actividad agrícola, construcción, artesanías, comercio informal, haceres domésticos y turismo en pequeña escala.
Su idioma original es el kichwa pero lamentablemente ya no se habla en este pueblo, el español es su lengua actual. La población aproximada de este pueblo es de 6 200, dato que no es exacto debido a la falta de un censo poblacional que verifique el dato citado, el pueblo Natabuela se encuentra asentado en 17 comunidades.

#### Ubicación
Está ubicada a 2,50 km de la capital provincial y a 174 km de la capital ecuatoriana. La cabecera parroquial consta con de las siguientes coordenadas geográficas: 0°20′8,86″ de latitud norte y 78°11′38,54″ de longitud oeste. Limita al norte con la parroquia de San José de Chaltura, al oeste con la delimitación territorial de la cabecera cantonal de Antonio Ante, al este con la parroquia de San Antonio del Cantón Ibarra y al sur con las parroquias del Cantón Otavalo, principalmente San Pablo.

#### Natabuelas
El pueblo Natabuela es uno de los pueblos indígenas más identificativos de la provincia de Imbabura, acentados en la parroquia San Francisco de Natabuela, se caractierizan por sus costumbres, tradiciones, cultura y gastronomía.

##### Historia
A los Natabuelas al igual que a los demás pueblos de la sierra, les fueron desapropiados sus tierras con la llegada de los españoles, situación que continuó a lo largo de la vida republicana del país, accedieron a la tierra a través de la parcelación de la hacienda Anafo, en tiempos de la reforma agraria, hacienda en la cual trabajaron como peones por muchas generaciones, razón por lo cual a cada uno les fue dado un pequeño lote de terreno, que con el tiempo, se fue subdividiendo como producto de herencias sucesivas, aspecto que ha conducido a un grave deterioro de sus condiciones económicas. No tienen tierras comunales y la propiedad de los terrenos no sobrepasa los 500 metros cuadrados. Los Natabuelas a lo largo de su historia fueron peones de hacienda, arrieros en la construcción de la carretera que une Ibarra a Quito, y en la construcción de la vía del ferrocarril.

##### Costumbres y tradiciones
A pesar de haber perdido su idioma, el pueblo Natabuela conserva su vestimenta, el trabajo colectivo, las prácticas medicinales ligadas a la naturaleza, medicina conocida en este pueblo como Jambi Yachak, aún conservan su música y danza, la cual es difundida al interior de su pueblo, a nivel nacional e inclusive a nivel internacional.
En cuanto a su gastronomía se pueden destacar platillos representativos de la sierra norte del Ecuador como: el cuy frito acompañado con papas, aguacate, mote, queso y chicha de jora o de yamor. Por otro lado, el pueblo también ofrece a sus visitantes la fritada de chancho, que va complementada con choclo, tostado, queso, papas, habas, plátano y un vaso de chicha.
Las costumbres y tradiciones que hoy se practican son mucho más que ritos, música o danza considerados como manifestaciones folclóricas. Trasciende al arte en sus múltiples expresiones, a la preparación de los alimentos, a la vestimenta, a los juegos, a la agricultura y al trabajo cotidiano que el pueblo indígena y mestizo los comparte en varios espacios que permiten ir fortaleciendo las relaciones interétnicas y facilitando la interculturalidad a favor del desarrollo de los pueblos.
Las festividades más sobresalientes de esta cultura son:
- Fiestas Patronales (acarreo de chamarrasca o chamiza)
- Fiestas pascuales
- San Juan
- Fiestas Patronales (acarreo de chamarrasca o chamiza)
- San Pablo
- Corpus Cristi (Quitar el duelo a la Virgen María)
- San Pedro

##### Organización sociopolítica
La organización con mayor autoridad es el Consejo de Alcaldes, formado por los ancianos consejeros de las comunidades, la autoridad siguiente es el Gobernador del Pueblo o más conocido como el cacique del pueblo Natabuela; la célula organizativa de este pueblo es la comunidad, comunidad que tiene como representante al Cabildo o Presidente, autoridades que son elegidos por el pueblo en base al respeto logrado por cada uno de sus miembros.

##### Vestimenta Tradicional

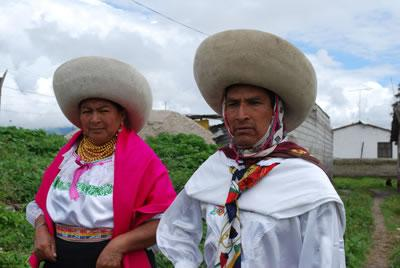
Indígenas Natabuelas con su vestimenta tradicional.

El varón utiliza pantalones blancos casi hasta los tobillos, con camisa de anchas mangas que llegan a los codos, con su poncho de vivos colores y su sombrero de gigantesca y arremangada falda con una cinta de color vivo, generalmente rosa intenso.
La mujer utiliza un anaco negro de lana que pende de su cintura, todo su cuerpo robusto hecho para la noble función de la maternidad está cubierto por una  blanca camisa, bordada en su corpiño con flores de colores y matices diversas que lo diferencian de otras culturas de la misma provincia de Imbabura. Áureas cuentas adornan su cuello y brazaletes de coral sus muñecas. Cubre su espalda con un mantón blanco de fuerte lienzo, y en su cabeza exhibe un sombrero semejante al del varón, pero de diferente forma.
El poncho que utiliza el hombre indígena natabuela se caracteriza por su color brillante. Antiguamente, se los hacía de lana de borrego. En la actualidad son elaborados con materia sintética. Son tres los colores representativos de los ponchos, el que se utiliza con mayor frecuencia es el rosa fuerte o fucsia, también denominado en lengua kichwa wamintsi. El poncho más que en su tipología, en su cromática, la intensidad del rosa transporta la significación de alegría: Esta cultura se ha caracterizado por ser una cultura muy festiva. Con el paso de la conquista de los incas y los españoles, ha sabido mantener su identidad festiva, sus colores alegres. Como una alegría permanente. A muchas de las prendas del vestuario de los indígenas se les atribuyen los nombres no solo del material con el que están elaboradas sino con base en su vínculo con la naturaleza, esto es lo que sucede con el poncho rosa.
El color fucsia o rosado, se toma de la coloración encontrada en la flor de la planta homónima, este es un arbusto de origen suramericano, su flor es colgante por lo que se la conoce también como arete de la luna, pendiente de la virgen o zarcillo sacha que podría interpretarse como zarcillo salvaje o zarcillo del bosque; en Natabuela se usaban las flores de la planta en una infusión con propiedades medicinales para el corazón y los nervios.
El poncho azul o turquesa, nombre de un mineral cuyo color es azul verdoso, a esta prenda se la conoce además como poncho aurora en referencia a la luz que anticipa la salida del sol, la significación es la misma que la del poncho rosa, aludiendo además al agua y al cielo. Por lo general, las coloraciones no se encuentran en prendas independientes sino en un poncho de dos caras. El tercer poncho es el rojo o colorado, esta es una prenda de distinción social, exclusiva de las autoridades del pueblo, lo lleva con frecuencia el gobernador y el alcalde. Los ponchos llevan bordadas o tejidas franjas de colores que representa el arcoíris. Esta prenda la utilizan en ocasiones especiales.

### San Roque
Es una de las parroquias rurales del cantón.
Los barrios que esta parroquia posee son: San Agustín, La Delicia, Santa Rosa, San Alfonso, La Cantarilla, La Merced, Sagrado Corazón de Jesús, San Miguel, La Delicia y Centro; a más de estos barrios, pertenecen a San Roque las comunidades de Pucará, Agualongo de Paredes, La Esperanza y Cerotal.
Tiene una superficie de 13,42 km² y de acuerdo a su topografía, aproximadamente se encuentra a una altitud de entre los 2230 y 4621 m s. n. m., y la cabecera parroquial se encuentra aproximadamente 2450 m.s.n.m.

#### Historia
Entre los años mil d.d. C., en lo que hoy constituye el valle de Otavalo existían grupos de aborígenes que conformaron la base étnica de la provincia de Imbabura, que presumiblemente procedían de una remota migración provenientes de la costa del Pacífico, los mismos que se asentaron por varios siglos siendo estos los 'Angos' e 'Imbayas'. Posteriormente se produce la invasión de los incas sobre los rublos de lo que hoy en día es el Ecuador, implantándose una nueva estructura social con sus costumbres y valores culturales.

#### Ubicación
Está ubicada a 4.00 km de la capital cantonal (Atuntaqui) y a 18 km de la capital provincial (Ibarra). La cabecera parroquial consta con de las siguientes coordenadas geográficas: 0°18′4,15″ de latitud norte y 78°14′2,37″ de longitud oeste. Limita al norte y Este con la delimitación territorial de la cabecera cantonal de Antonio Ante; al sur con las parroquia San Juan de Ilumán y San Pablo del cantón Otavalo; al oeste con la delimitación territorial de la cabecera cantonal de Cotacachi y con la Parroquia San Juan de Ilumán del cantón Otavalo. Los límites internos de la parroquia de San Roque son: al Oriente con el sector Zapallo Loma en las faldas del cerro Imbabura; al Occidente con El Río Ambi; al norte con la quebrada Amarilla, Yanayacu, Sigsipugro y al sur con la quebrada Obscura, Loma Hacienda Tres Marías y quebrada El Tambor, hasta el cerro Imbabura.

#### Cultura, Turismo y Artesanía
San Roque posee una riqueza cultural muy importante reflejada en su mayoritaria población indígena; es una parroquia muy artesanal con materiales como: barro y cabuya, además de la existencia de los tradicionales telares en la producción de ponchos, tapices, chalinas y sacos que se exponen y se venden en las ferias de Otavalo y otras ciudades, incluso han sido llevados hacia otros países para su comercialización.
Existen eventos culturales como el festejo del Inti Raymi en las diferentes comunidades de la parroquia, en el mes de junio son un atractivo turístico muy importante; se puede realizar turismo de aventura y turismo comunitario aprovechando las bondades naturales del volcán Imbabura.
Otro de los potenciales de la parroquia es la existencia de pequeñas empresas dedicadas en su mayoría a la producción de medias de variada calidad, muchas personas se dedican a la producción de artesanías de lana como ponchos, chalinas, tapices y sacos, que se exponen y venden en Otavalo y otras ciudades, incluso han sido llevados hacia otros países para su comercialización. Se producen asimismo artículos manuales de carpintería. Por otra parte, cabe mencionar lo importante que fue en años anteriores la producción de tela de cabuya, siendo símbolo de progreso en la parroquia.

### Chaltura
San José de Chaltura se constituye como otra de las parroquias rurales del cantón. La palabra Chaltura es de origen Quechua y significa “Plano Bajo” como se muestra efectivamente dentro de la gran llanura que constituye el cantón Antonio Ante, con una altitud de 2.340 metros sobre el nivel del mar y con un clima templado de 16° promedio de temperatura, que favorece a la producción agrícola, frutícola, pecuaria, ganadera y actualmente agroindustrial y turística.
Chaltura está a quince minutos de Ibarra y tiene una extensión de 13.6 kilómetros. Está habitado por 3 mil 200  personas. La mayor parte de la gente se dedica a la agricultura y por ello cuando se llega se encuentra con extensiones grandes de terreno, haciendas y fincas. Se cultiva fréjol, tomate, pero en parcelas pequeñas y para consumo del hogar. Otra de las actividades es la crianza de animales menores como el cuy, por ello, que los mejores cuyes que se pueden saborear en el país están en Chaltura.
Los barrios que integran la parroquia son el Central, Loma de Paz, San Vicente, El Rosario, El Incario, El Carmen, La Merced de Cobuendo y La Pradera.
De acuerdo a su topografía, aproximadamente se encuentra a una altitud de entre los 1920 m s. n. m. y 2402 m s. n. m. y la cabecera parroquial se encuentra aproximadamente en los 2340 m s. n. m.

#### Historia
Chaltura fue un pequeño caserío ubicado a lo largo del camino por donde transitaba el Gran Cacique de Cacha llamado Santiago. Desde fines del siglo pasado constituía la Hacienda “La Violeta” de propiedad de Don José Ignacio Gangotena, hombre visionario, quien ofreció su colaboración para organizar la nueva parroquia, para lo que en 1926 decide parcelar su hacienda y venderla a los pobladores; según se cuenta, el valor de la cuadra de terreno con derecho a seis horas de agua de regadío costaba en ese entonces S/. 1.600 sucres. Con una visión muy amplia, Don José Ignacio Gangotena traza la futura parroquia dejando los espacios necesarios para las calles, donando los terrenos para la Iglesia, el convento, la plaza y la escuela.
En 1927 y a través de grandes mingas se inicia la construcción de la iglesia, la misma que, con el convento terminaron de construirse en 1932. El 9 de noviembre de 1932, el Excelentísimo Obispo de la Diócesis de Ibarra Monseñor Alejandro Pasquel Monge, mediante Auto n.º 7 resolvió “Ad Experimentum” elevar el caserío de Chaltura a la categoría de Parroquia Eclesiástica, nombrando como su protector y patrono a San José, designándose de inmediato como su primer párroco al Reverendo Padre Joaquín Santelí Pérez, quien luchó denodadamente hasta alcanzar el Decreto que elevó a Chaltura a la categoría de Parroquia Civil del Cantón Antonio Ante, en septiembre de 1935, siendo Miguel Ángel de la Fuente su primer Teniente Político.

#### Ubicación
Está ubicada a 3,5 km de la ciudad de Atuntaqui, a 12 km de la capital provincial y a 128 km de la capital ecuatoriana. La cabecera parroquial consta con las coordenadas geográficas: 0°21′19″ de latitud norte y 78°11′32″ de longitud oeste. La parroquia limita al norte con el cantón Urcuquí y en parte con la parroquia de Imbaya, al este con la parroquia de Imbaya y con San Antonio, al sur con la parroquia de San Francisco de Natabuela; y al oeste con la parroquia de Atuntaqui. 13,96 km².

#### Gastronomía
Los helados de diferentes sabores son muy cotizados en esta parroquia por los visitantes que acuden a probarlos. Sin embargo, el platillo estrella que más representa a Chaltura es el cuy.
Los cuyes que se preparan en Chaltura tienen que ser jóvenes; no pueden sobrepasar los 2 meses y deben pesar 1,2 kilos como máximo. Este proceso comienza prácticamente desde que se escoge el criadero. Tiene que ser un lugar especial, donde sean criados de una manera técnica y adecuada. El animal llega vivo y solo después entra al sacrificio y al pelado. Antes de sacrificarlo lo adormecen y le cortan la yugular para que se desangre. Solo entonces, ingresan a la faenadora (máquina) que, en segundos, puede procesar entre 7 y 8 cuyes. Enseguida, un grupo de cocineros se encarga de eviscerarlos y dejarlos totalmente limpios. El siguiente paso es sumergirlos en una olla con aliños, donde permanecen 5 minutos. Casi de inmediato, son sometidos al proceso de cocción, a una temperatura media. Quienes intervienen en este proceso han aprendido a la perfección cada una de sus tareas. De esta manera, pueden cocinar con rapidez un gran número de cuyes y así atender con prontitud a los comensales. Cuando parece que el cuy está listo, este se somete nuevamente a un proceso conocido como el sancochado que se realiza en una paila con aceite hirviendo. Se sirve cuyes en mitades acompañados con maíz tostado, papas y ají. Con frecuencia, se sirve en una bandeja, en la que también hay ensaladas. La piel del animal queda crujiente y el cuy brosterizado, listo para servirse.

## Símbolos del cantón
Los símbolos del cantón Antonio Ante aprobados mediante ordenanza según la resolución municipal son:

### Escudo
Fue diseñado por el presbítero atuntaqueño Heriberto Neptalí Rocha.
Según la descripción es: 

Un escudo heráldico, de estilo castilla vieja, con orla de oro en su contorno y compartiendo con una lista carmesí en dos rectángulos y un cuadrante. La barra de gules, exaltación del espíritu guerrero de un pueblo altivo, tercia el primer rectángulo, dividiéndole en dos. El primero con fondo de blao, azul hermoso de cielo destaca el monte Imbabura sobre el que se recuesta un imponente león en posición de guardia, asido de una lanza y que desde su alto atalaya, custodia la frontera norte de la patria.
El segundo, con fondo de esmeralda, ostenta el cuerno de la abundancia repleto de la mies, junto al instrumento de labranza, expresión de la vida agrícola y de esta rica ubérrima región. El segundo medio con fondo de blao, aboceta la ciudad fabril sobrecargada del céntrico piñón que encarna la industria. El cuadrante, también de blao, reluce una argentada estrella en el cielo que vio nacer al Prócer de la Agostada del año nueve, y que llegó su nombre a un pueblo grande que supo luchar y vencer: Antonio Ante.
Con letras de sangre y de fuego circuye el escudo el lema: “Amé la libertad y surgió la grandeza de un pueblo”. Timbra el blasón, una incásica torre, símbolo de la histórica fortaleza de Atuntaqui, del XV y último Shyri, amurallando las legendarias como seculares lomas: Pailatola y Orozcotola, Templo del Sol de los súbditos de la dinastía de los Caras, y asiento del Gran Tambor de Guerra, cuyos sones se oían hasta San Pablo, respectivamente”.

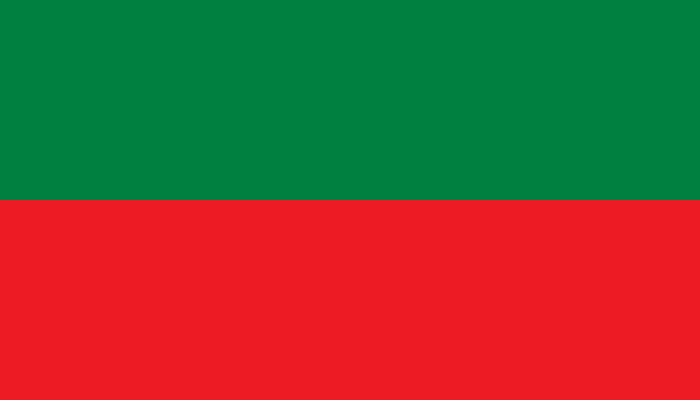
Bandera oficial del cantón Antonio Ante

### Bandera
La resolución de consejo de esa época, el 29 de julio de 1947, dispone como bandera un estandarte rectangular formado por dos franjas horizontales, la superior de color verde, símbolo de la industria, la agricultura y la “esperanza que tiene el pueblo de llagar a un índice superior de civilización mediante su trabajo y esfuerzo”. La franja inferior, de color rojo encendido, representa la energía, la sangre ardiente del espíritu de libertad y amor a la independencia que han caracterizado, ancestralmente, al pueblo anteño.

### Himno
La composición del himno del cantón se le correspondió al escritor licenciado Pablo Balarezo Moncayo, residente en la ciudad de Quito. Con el veredicto, el Concejo municipal declaró oficial la letra y procedió a convocar al concurso nacional para musicalizar el himno. El jurado que estuvo integrado por un delegado del Conservatorio Nacional de Música, el director de la Banda Municipal de Quito y un delegado del Municipio de Antonio Ante, seleccionó la música del compositor Víctor Julio López.

Letra: Pablo Balarezo Moncayo
Música: Víctor Julio López
Himno del Cantón
CORO
''Es el alma de Cacha gigante
que no pudo ni el Inca vencer
la que te hace rebelde y radiante
tierra noble de heroico laurel.(bis)''
I
''Somos raza de prócer estirpe
con herencia de límpida gloria
nuestros padres hicieron tu historia
con su sangre de ardiente volcán.''
II
''Tierra abierta a los cuatro horizontes
como una ala tendida a los Andes
fulgurante sobre ellos expandes
tu pendón que nos dio libertad.''
III
''Y trocada la guerra en los laureles
con pujante labor de romanos
la epopeya han forjado tus manos
de la industria, el jardín, y el trigal.''
IV
''Bella tierra rebelde y austera
nada pide tu orgullo arrogante
y del héroe con gesto triunfante
sangre y vida a la Patria le das.''